# 中國君王子女列表
中國君王諸子女列表，以下的列表列出中國歷史上所有的君主的子女。男在前，女在後。「某」為男，「氏」為女。範圍以中國的夏朝至清朝為主。
本页面仅仅是一个索引，请根据时代不同选择以下不同列表：
- 先秦君主子女列表
- 中國皇儲列表
- 秦漢君主子女列表
- 三國君主子女列表
- 晉朝君主子女列表
- 十六國君主子女列表
- 南朝君主子女列表
- 北朝君主子女列表
- 唐朝君主子女列表
- 五代十國君主子女列表
- 宋朝皇子女列表
- 遼金西夏君主子女列表
- 元朝君主子女列表
- 明朝君王子女列表
- 清朝皇子女列表